# A hét halálos bűn
A The Magnificent Seven az Odaát című televíziós sorozat harmadik évadjának első epizódja.

## Cselekmény
Egy héttel az Ördög kapujának felnyitása után szerte Amerikában természetfeletti dolgokról számolnak be az újságok, Dean ezalatt pedig hátralévő életének első néhány napját szórakozásokkal tölti.
Mialatt Sam könyvekben keresi a megoldást, hogy megmentse bátyját a Pokoltól, Bobby a segítségüket kéri: Illinois államban ugyanis több démoni ómen jelei mutatkoznak.
A fivérek ellátogatnak Bobby-val a helyszínre, egy gabonaföld melletti házba, ahol furcsa látvány fogadja őket: a ház tulajdonosát és annak feleségét találják meg holttan, de erőszaknak semmi nyoma, egyszerűen kiszáradtak. Bobby barátai, egy vadász házaspár, Isaac és Tamara is megjelennek a háznál, és közlik a fivérekkel, nem akarnak társulni hozzájuk, egyedül folytatnák tovább a nyomozást az ügyben.
A környéken újabb különös haláleset történik: egy nő megöl egy másik nőt, hogy megszerezze annak újonnan vásárolt cipőjét. Deanék körülnéznek a ruhaboltban, ahonnan a két nő elindult, és az ott található biztonsági kamera felvételeit megvizsgálva, észreveszik, hogy a leendő gyilkossal egy férfi beszélt, akit ráadásul egy hete eltűntnek nyilvánítottak.
A három vadász követi a férfit, aki este egy bárba megy be, ám utánamenni nem tudnak, mivel Isaac és Tamara is feltűnnek a színen. Csakhogy mikor a házaspár betér a kocsmába, az ott lévőkről kiderül, hogy egytől egyig démonok, akik ezután elfogják a házaspárt, Isaac torkán pedig egy kanna lefolyótisztítót nyomnak le, megölve így a férfit.
Váratlanul Deanék törnek be az épületben az Impalával, és kiszabadítják Tamarát, aki ezután teljesen kiborul férje halála miatt, ráadásul foglyot is ejtenek, az idáig követett démon személyében. Mivel tudják, hogy a túszuk társai követni fogják őket, egy elhagyatott, fedezéket nyújtó házhoz mennek, ahol elbarikádozzák magukat.
Mialatt Tamara bosszút áll Isaacért, és kiűzi az elfogott fickóból a démont -megölve ezzel a férfit-, Bobby közli a fivérekkel, mire jött rá: a kocsmában található hét démon nem volt más, mint a hét főbűn hús-vér formában, akik képességeikkel elkezdték az emberek megölését: a kiszáradt embereket a Restség, a ruhaboltnál megölt nőt pedig az Irigység kapta el.
Ahogy várták, az éjszaka közepén megjelenik a többi hat démon, és a vadászok életére törnek, így kemény harc kezdődik. Mialatt Bobby és Dean kiűznek egy-egy démont, és Tamara is végez eggyel különleges karója -a Palo Santo- segítségével, Samen a maradék három felülkerekedik, amikor is egy ismeretlen lány jelenik meg, és egy különleges tőr segítségével végez a fiú támadóival, majd eltűnik.
Reggel Bobby-ék eltemetik a holttesteket, Tamra pedig elbúcsúzik tőlük, és elhagyja őket. A fivérek is különválnak Bobby-tól, Sam pedig kérdőre vonja bátyját, miért ellenkezik, hogy valami megoldást találjanak a Pokolra kerülés ellen, ám ekkor Dean közli: ha megpróbálnak kibújni az alku alól, Sam meghal…

## Természetfeletti lények

### Démonok
A démonokat a folklórban, mitológiában és a vallásban egyaránt olyan természetfeletti lényként, gonosz szellemként írják le, melyeket meg lehet idézni, és irányítani is lehet. Közeledtüket általában elektromos zavarok jelzik, maguk mögött pedig ként hagynak.

## Időpontok és helyszínek
- 2007. tavasza – Oak Park, Illinois

## Zenék
- Hell's Bells – AC/DC
- You Ain't Seen Nothing Yet – Bachman-Turner Overdrive
- I Shall Not be Moved – J.B.Burnett
- Mean Little Town – Howling Diablos